# Największe wypadki kolejowe
Lista zawiera chronologiczne zestawienie wypadków kolejowych na świecie, w których zginęło co najmniej 100 osób.
| Data              | Miejsce                       | Wypadek                                                        | Skutki katastrofy                      |
| ----------------- | ----------------------------- | -------------------------------------------------------------- | -------------------------------------- |
| 12 grudnia 1917   | Francja                       | Katastrofa pociągu wojskowego w Saint-Michel-de-Maurienne      | 0435-675 zabitych                      |
| 9 lipca 1918      | Stany Zjednoczone             | Katastrofa kolejowa w Nashville                                | 0101 zabitych                          |
| 23 grudnia 1933   | Francja                       | Zderzenie pociągów pomiędzy Lagny i Pomponne                   | 0204 zabitych                          |
| 16 lipca 1937     | Indie Brytyjskie              | Katastrofa kolejowa w Patna                                    | 0107 zabitych                          |
| 22 grudnia 1939   | III Rzesza                    | Zderzenie pociągów w Genthin                                   | 0186 zabitych                          |
| 25 lutego 1947    | Japonia                       | Katastrofa kolejowa w Komagawie                                | 0184 zabitych                          |
| 24 grudnia 1953   | Czechosłowacja                | Katastrofa kolejowa pod Šakvicami                              | 0106 zabitych                          |
| 14 listopada 1960 | Czechosłowacja                | Katastrofa kolejowa pod Stéblovą                               | 0118 zabitych                          |
| 1 lutego 1970     | Argentyna                     | Katastrofa kolejowa w Benavide                                 | 0236 zabitych                          |
| 16 grudnia 1978   | Chiny                         | Zderzenie pociągów w Lujiang                                   | 0106 zabitych                          |
| 13 stycznia 1985  | Etiopia                       | Wykolejony pociąg wpada do wąwozu                              | 0428 zabitych                          |
| 11 września 1985  | Portugalia                    | Zderzenie pociągów w Nelas                                     | 0118 zabitych                          |
| 7 sierpnia 1987   | ZSRR                          | Zderzenie pociągów na stacji w Kamieńsku Szachtyńskim          | 0106 zabitych                          |
| 4 czerwca 1989    | ZSRR                          | Katastrofa kolejowa pod Ufą                                    | 0575–675 zabitych                      |
| 9 sierpnia 1989   | Meksyk                        | Zawalenie się mostu pod przejeżdżającym pociągiem osobowym     | 0105 zabitych                          |
| 4 stycznia 1990   | Pakistan                      | Zderzenie pociągów Pakistanie                                  | 0350 zabitych                          |
| 6 września 1991   | Kongo                         | Zderzenie pociągów osobowych w Kongu                           | 0100 zabitych                          |
| 30 stycznia 1993  | Kenia                         | Pociąg wpadł do rzeki po zawaleniu się mostu                   | 0140 zabitych                          |
| 22 września 1994  | Angola                        | Pociąg wykoleił się w Angoli                                   | 0350 zabitych                          |
| 30 grudnia 1994   | Birma                         | Pociąg wpadł do przepaści                                      | 0102 zabitych                          |
| 20 sierpnia 1995  | Indie                         | Zderzenie dwóch pociągów                                       | 0305 zabitych                          |
| 3 marca 1997      | Pakistan                      | Wykolejenie się pociągu na północy Pakistanu                   | 0120 zabitych                          |
| 14 września 1997  | Indie                         | Cztery wagony pociągu wpadają do rzeki w stanie Madhja Pradesz | 0100 zabitych                          |
| 14 lutego 1998    | Kamerun                       | Wybuch dwóch wagonów z benzyną w Kamerunie                     | 0220 zabitych                          |
| 3 czerwca 1998    | Niemcy                        | Katastrofa kolejowa w Eschede                                  | 0101 zabitych                          |
| 26 listopada 1998 | Indie                         | Zderzenie dwóch pociągów w stanie Pendżab                      | 0209 zabitych                          |
| 2 sierpnia 1999   | Indie                         | Katastrofa kolejowa w Gaisal                                   | 0285 zabitych                          |
| 20 lutego 2002    | Egipt                         | Pożar pociągu Kair-Luksor                                      | 0361 zabitych                          |
| 25 maja 2002      | Mozambik                      | Wykolejenie się pociągu w Pessene                              | 0193 zabitych                          |
| 24 czerwca 2002   | Tanzania                      | Wykolejenie się pociągu w rejonie Dodoma                       | 0288 zabitych                          |
| 9 września 2002   | Indie                         | Wykolejony pociąg wpada do rzeki w stanie Bihar                | 0119 zabitych                          |
| 19 lutego 2003    | Korea Południowa              | Podpalenie w metrze w Korei Płd.                               | 0198 zabitych                          |
| 18 lutego 2004    | Iran                          | Eksplozja pociągu z siarką i benzyną                           | 0328 zabitych                          |
| 21 kwietnia 2004  | Korea Północna                | Katastrofa kolejowa w Ryongch’ŏn                               | 0158 zabitych, 1850 domów zniszczonych |
| 26 grudnia 2004   | Sri Lanka                     | Tsunami zmiotło z torów pociąg w Sri Lance                     | 1700 zabitych                          |
| 25 kwietnia 2005  | Japonia                       | Katastrofa kolejowa w Japonii                                  | 0106 zabitych                          |
| 12 lipca 2005     | Pakistan                      | Zderzenie trzech pociągów w Ghoti                              | 0150 zabitych                          |
| 11 lipca 2006     | Indie                         | Katastrofa kolejowa w Bombaju                                  | 0200 zabitych                          |
| 1 sierpnia 2007   | Demokratyczna Republika Konga | Zderzenie pociągów pod Banaleką                                | 0100 zabitych                          |
| 3 czerwca 2023    | Indie                         | Zderzenie trzech pociągów niedaleko Balasore                   | 0296 zabitych                          |